# MrBeast
Джеймс Стивън „Джими“ Доналдсън, по-известен като MrBeast, e американски ютюбър, предприемач и филантроп.
Той е основоположник на жанра на видеоклиповете в YouTube, в които се фокусира на скъпи каскади. Неговият основен канал MrBeast заема първо място по количество абонати на платформата.
Доналдсън започва да качва видеа в YouTube от началото на 2012 г., когато той самият е на 13 години под името „MrBeast6000“. Ранното му съдържание варира от Let's Plays до „Видеа, изчисляващи богатството на други ютюбъри“. Той плъзва навсякъде през 2017, след като видеото „Броя до 100 000“ получава хиляди гледания в рамките на няколко дена и оттогава насам популярността му расте непрестанно, като видеата му биват гледани от милиони. Стилът на съдържанието му се разнообразява, като включва предизвикателства, видеа с дарения, в които се дават като награда хиляди долари, видеа с тежки задачи, предизвикателства за оцеляване и оригинални влогове. Когато каналът на Доналдсън стига преломната си точка, той наема няколко свои приятели от детството си, които да му помогнат да продължи развитието на марката си. От 2022 г. отборът на MrBeast се състои от 60 души.
Основният канал на Доналдсън, който достига 100 милиона абонати на 28 юли 2022 г., се нарича MrBeast. Той също така има и други канали, включващи Beast Reacts, MrBeast Gaming, MrBeast 2 (преди MrBeast Shorts), и канал за филантропия Beast Philanthropy. Той е един от най-високо платените ютюбъри през 2020 г. Доналдсън е основател на компаниите MrBeast Burger и Feastables и съосновател на Team Trees, организация за набиране на средства за Arbor Day Foundation, която събра над 23 милиона долара. Team Seas, The Ocean Cleanup и други.

## Ранен живот и семейство
Джеймс Стивън Доналдсън е роден на 7 май 1998 г. в град Уичита, щата Канзас. Отгледан е основно от неговия брат Чарлз „CJ“ Доналдсън в Грийнвил, Северна Каролина. През 2016 завършва християнска академия „Грийнвил“ – едно частно основно училище в тази област. За кратко посещава университет в университета в Източна Каролина, след което напуска. Брат му Чарлз също е ютюбър, който прави подобно съдържание. Той има повече от четири милиона абонати към юни 2022 г.

## Кариера в YouTube

### Ранни опити за слава (2012 – 2017)
Доналдсън качва първото си YouTube видео през февруари 2012 на 13-годишна възраст под името „MrBeast6000“. Съдържанието му е базирано върху Let's Plays (основно фокусирано върху Minecraft и Call of Duty: Black Ops 2), видеа, изчисляващи богатството на други ютюбъри и видеа със съвети как се става ютюб създател и коментари върху ютюб драми. Доналдсън се появява рядко в тези видеа. През юли 2013 г. бройката на абонатите на канала му, тогава с име „That-dude“, е била близо 240.
През 2015 и 2016 Доналдсън започва да добива популярност с неговата поредица от „ужасни интрота“, подиграваща въведенията във видеата. Към средата на 2016 вече има около 30 000 абонати. През зимата на 2016 Доналдсън напуска университета на Източна Каролина, за да следва своята кариера на пълно работно време като ютюбър. Неговата майка не одобрява постъпката му и го кара да се премести от семейната къща.
Докато каналът му се разраства, Доналдсън наема четирима приятели от детството – Крис Тайсън, Чандлър Халоу, Гарет Роналдс и Джейк Франклин – да си сътрудничат. След това те се свързват с множество потребители на YouTube, за да получат статистика за техните успешни видеоклипове.

### Възход към славата (2017 – 2020)
През януари 2017 Доналдсън публикува видео, което трае почти цял ден, броейки до 100 000. Отнема му 40 часа, затова забързва някои части от видеото, за да не превиши 24 часа. Месец по-късно е качено ново видео, озаглавено „Броя до 200 000“ въпреки че според Доналдсън трябвало да бъде забързано доста, защото петдесет и пет часовото броене надвишавало ограниченията на качване на ютюб. Доналдсън добива популярност през това време и с каскадите си, като чупенето на чаша посредством сто мегафона, едночасово взиране в боя, която изсъхва, опити да стои под вода за 24 часа (които завършват несполучливо заради здравословни проблеми) и неуспешен опит да завърти фиджет спинър за ден. Към края на 2018 са похарчени милион долара за неговите необичайни каскади, което му носи прозвището: „Най-големият филантроп в YouTube“.
По време на битката между ПюДиПай и T-Series за ютюбър с най-много абонати през 2018 г. Доналдсън купува билбордове и множество телевизионни и радио реклами в подкрепа на ПюДиПай да надделее над T-Series. По време на Super Bowl Lill той купува места за себе си и неговия отбор, на чиито тениски е написано: „Sub 2 PewDiePie“ (Абонирай се за ПюДиПай).
През март 2019 Доналдсън организира и заснема battle royale състезание в истинския живот в Лос Анджелис с награда 200 000 долара в сътрудничество с Apex Legends. Събитието и наградният фонд са спонсорирани от издател на Apex Legends Electronic Arts.
Доналдсън е обвинен в използването на фалшиви пари във видео, озаглавено: „Отворих БЕЗПЛАТНА БАНКА“, публикувано на 23 ноември 2019. По-късно той обяснява, че е използвал фалшиви пари, за да избегне опасения с безопасността на участниците и че те са получили истински чекове след заснемането.
В края на ноември и декември 2019 Доналдсън стартира поредица от епизоди, в които 16 състезатели се опитват да не си свалят ръката от обект и се опитват да не напуснат мястото. Тези състезания са базирани на издръжливост. Поредицата му предоставя 200 милиона гледания и завършва с Марк, който успява да издържи най-дълго без да си свали ръката от купчина пари и печели 1 милион долара след 36 мъчителни часа. Победителят в предизвикателството Марк казва, че наградата му е променила живота. Той успява да замени колата и къщата си.
През април 2020 Доналдсън създава стрийм за камък, ножица, хартия състезание, в което участват 32 инфлуенсъри за наградата от 250 000 долара. Лайвът става най-гледания в Ютюб с 662 000 зрители на живо. Събитието е спечелено от Nadeshot. През октомври 2020 Доналдсън е домакин на друг инфлуенсърски турнир, състоящ се от 24 състезатели и голямата награда от 300 000 долара. Турнирът е спечелен от семейство Дамелио, за които има съмнения, че са измамили.

### Рентабилност (от 2021 г.)
На 1 януари 2021 Доналдсън пуска видео „Връщаме лентата назад – Ютюб 2020, слава богу, че свърши“. Той преди това обявява, че ще направи Rewind (превъртане назад) дни, след като от Ютюб заявяват, че и те ще направят. Във видеото Доналдсън обяснява, че трябва да се кажат повече неща в този тип видеа и затова решава да се обади на стотици ютюбъри. В края на видеото Доналдсън изказва благодарност към ПюДиПай, цитирайки него и неговия Rewind 2018 като основен мотив за създаването на неговия.
Месец по-късно Доналдсън подписва договор за разпространение на съдържание във Facebook и Snapchat с Jellysmack.
През ноември 2021 Доналдсън качва пресъздаване на телевизионния канал survival drama, предаващо на живо телевизионния сериал Игра на калмари в истинския живот, в който 456 човека се състезават за впечатляващите 456 000 долара награда без ужасяващо насилие, каквото има в оригиналния сериал. Видеото достига до повече от 272 милиона зрители през 19 юли 2022, което го превръща в най-гледаното Ютюб видео на Доналдсън и като цяло най-гледано за 2021. Макар и много успешно, видеото натрупва неприязън от някои коментатори, които го приемат като „Отнемащо емоционалният резонанс“ на телевизионния сериал, както и че е с „неоригинално“ и „безсмислено“ съдържание. В рецензия на видеото във Vice се казва, че „зле се е разбрало антикапиталистическото послание на „Игра на калмари“.
През декември 2021 Доналдсън създава третия турнир с 15 участници и голямата награда от 1 милион долара. Турнирът се провежда на живо в стадион SoFi в Ингълуд, Калифорния. Предизвикателството се състои от два рунда. Първият кръг на турнира има 10 различни предизвикателства между 15-те състезатели, а вторият включва 10 победители от първия кръг, които се състезават на криеница. Турнирът е спечелен от Zach King.
През януари 2022 от Форбс класират MrBeast като най-печелившия създател в ютюб, печелейки 54 милиона долара през 2021 г. От Форбс също заявяват, че неговите доходи през 2021 го поставят на 40-то място от 2020 на „Forbes Celebrity 100“. Получавал е толкова пари, колкото Вин Дизел и Луис Хамилтън.
На 28 юли 2022 Доналдсън достига 100 милиона абонати на главния си канал, правейки го петият канал и вторият индивидуален ютюбър, който да постигне тази важна стъпка.
На 1 юни 2024 Доналдсън изпреварва по брой абонати базираната в Индия компания за звукозапис и филмова продукция „Ти Сиърис“, правейки канала му най-големият на платформата Ютюб с общо 267 милиона абоната.

## Бизнес модел
„Веднага щом узнаеш начина, по който един клип да се хареса, целта е просто да създадеш колкото се може повече [...] можеш както се казва да забогатееш от раз. [...] Видеата изискват доста време и подготовка. Много от тях отнемат от четири до пет дни в безкомпромисно заснемане. Това обяснява защо други хора не правят нещата, които и аз.“
Известно е, че видеоклиповете на Доналдсън съдържат елементи, които ги карат да стават известни. По този начин той печели рекламни продажби за „десетки милиони долари“, тъй като системите за препоръчване (на видеоклипове) в социалните медии показват неговите видеоклипове на повече хора. Ето защо, според The Detroit News, видеоклиповете му имат елементи на интернет предизвикателства, гостувания и видеоклипове с реакции – три популярни видеожанра онлайн. В YouTube видеоклиповете му използват запомнящи се кликбейт заглавия като „Осиновявам ВСИЧКИ кучета от приют за кучета“, обясняват предизвикателствата в рамките на по-малко от половин минута и поддържат продължителността си между десет и двадесет минути.
Според Доналдсън големите парични награди също са важен фактор за ангажираността на зрителите. Ето защо неговите видеоклипове често включват даряване на големи суми пари на физически лица, като много от тези видеоклипове са спонсорирани от различни компании. Понякога той също така организира състезания по видеоигри, като Minecraft, за големи награди, включително дарявайки къща в един от видеоклиповете си за игри. На MrBeast се приписва заслугата за въвеждането на нов стил на скъпоструващи каскади в YouTube, при които създателите правят сложни предизвикателства и мащабни спонсорирани дарения.
Типичният видеоклип включва Доналдсън, който раздава големи суми пари, като например през декември 2018 г. дава предмети на стойност 100 000 долара на приюти за бездомни, дарява 32 000 долара на проекта „Ранен воин“, 70 000 долара на детската изследователска болница „Сейнт Джуд“ и 10 000 долара на приют за животни в Лос Анджелис. Скъпите му видеоклипове в YouTube са финансирани и спонсорирани предимно чрез мащабни сделки с марки, които се появяват като реклами в неговите видеоклипове. Психологът Тим Касър анализира, че видеоклип на MrBeast, промотиращ даден продукт, би бил около два пъти по-скъп от пускането на телевизионна реклама, при по-висока ангажираност и прием. Доналдсън твърди, че управлява основния си канал на загуба.

## Други начинания

### Finger on the app
През юни 2020 г. Доналдсън, в сътрудничество с бруклинския арт колектив MSCHF, пуска еднократна мобилна игра за няколко играчи, озаглавена „Finger on the App“. В играта играчите докосват екрана на телефона си и последният, който махне пръста си от екрана, печели 25 000 долара. В крайна сметка четирима души печелят по 20 000 долара, след като държат пръста си върху приложението повече от 70 часа. Съобщава се, че играта е била толкова успешна, че е планирано продължение, озаглавено „Finger on the App 2“, което първоначално да бъде пуснато през декември 2020 г. Играта обаче е отложена за февруари, а след това допълнително отложена за март 2021 г. поради наплива от изтегляния, което довежда до срив на играта и налага на разработчиците на играта да обновят сървърите си. Този път играта включвала голяма награда от 100 000 долара. Победителят задържа пръста си върху екрана на телефона около 51 часа; класиралият се на второ място също получава награда от 20 000 долара.

### MrBeast Бургер
Уил Хайд, продуцент на канала MrBeast, обявява в статия за The Wake Weekly от ноември 2020 г., че Доналдсън ще пусне виртуален ресторант, наречен MrBeast Бургер, през декември 2020 г. Хайд заявява, че екипът му е работил с Virtual Dining Concepts по време на разработването на концепцията за ресторанта. Той казва, че MrBeast Burger ще продава франчайз права за сервиране на бургерите на ресторанти в САЩ, а клиентите ще могат да поръчват бургерите чрез онлайн услуги за доставка.

### Feastables
През януари 2022 г. Доналдсън обявява създаването на нова компания за храни, наречена Feastables, която стартира със собствена марка шоколадови блокчета, наречени „MrBeast Bars“. При пускането на пазара те предлагат 3 вкуса барчета – оригинално, бадемово и с хрупкава киноа. Стартирането кореспондира с лотария с награди за над 1 млн. долара, включително 10 победители с големи награди, които получават шанс да се състезават за фабрика за шоколад в бъдещ видеоклип. Видеоклипът е пуснат през юни 2022 г., в който Гордън Рамзи участва като съдия на тортата и получава парична награда от 500 000 долара. На 2 февруари 2022 г. Feastables обявява партньорства с Turtle Beach Corporation и Roccat за осигуряване на награди за томболата.

## Филантропия

### Team Trees
На 25 октомври 2019 г. Доналдсън, бившият инженер на НАСА и ютюбър Марк Робърт организират съвместно предизвикателство за набиране на средства в YouTube, наречено #TeamTrees. Целта на този проект е да се съберат 20 млн. долара за Фондация “Денят на дърветата“ до 1 януари 2020 г. и да се засадят дървета „не по-късно от декември 2022 г.“. Всяко дарение отива за Фондация „Денят на дърветата“, която се ангажира да засади по едно дърво за всеки дарен долар. Известни Ютюбъри като Rhett & Link, Marshmello, iJustine, Marques Brownlee, The Slow Mo Guys, Ninja, Simone Giertz, Jacksepticeye и Smarter Every Day привличат вниманието си към тази идея. Дърветата започват да се засаждат през октомври 2019 г. в националните паркове на Съединените щати. На 19 декември същата година целта от 20 000 000 долара е надхвърлена. Досега от Team Trees са засадили 9 милиона дървета по целия свят и се очаква да приключи през 2022 г. Проектът получава и големи дарения от корпоративните ръководители Джак Дорси, Сюзън Войчицки, Илон Мъск и Тобиас Лютке. Компании като Discovery, Verizon и Plants vs. Zombies също са допринесли.

### Beast Philanthropy
На 17 септември 2020 г. е създаден каналът в YouTube „Beast Philanthropy“. На 26 март 2021 г. каналът публикува първия си видеоклип, озаглавен “Отворих собствена благотворителна организация!“, в който Доналдсън обявява благотворителната организация и хранителната банка и назначава Дарън, който се е появявал в предишни видеоклипове, за изпълнителен директор. От януари 2022 г. каналът дарява 100% от приходите си от реклама, сделки с марки и продажби на стоки за благотворителност.

### Team Seas
На 29 октомври 2021 г. Доналдсън и Робер организират друго съвместно предизвикателство в YouTube, озаглавено #TeamSeas. Целта на този проект е да се съберат 30 милиона долара за организациите Ocean Conservancy и The Ocean Cleanup до 1 януари 2022 г. Целта от 30 млн. долара е да финансира премахването на 30 млн. килограма пластмаса и други отпадъци от океаните, реките и плажовете. Доналдсън и Робер привличат хиляди създатели на съдържание, сред които AzzyLand, DanTDM, TommyInnit, LinusTechTips, TierZoo, LEMMiNO, The Infographics Show, Hannah Stocking, Dhar Mann и Marques Brownlee, и си партнират с инициативата на BEN и TubeBuddy от 8 милиона глобални създатели, за да популяризират набирането на средства.

## Публичен образ
Проучванията на общественото мнение показват, че Доналдсън е един от най-харесваните YouTube потребители в платформата. Проучване на SurveyMonkey от 2021 г. показва, че 70% от анкетираните имат положително мнение за него, а 12% – отрицателно.
През февруари 2021 г. по време на среща в залата на клуба Доналдсън изгонва предприемача Фарокх Сармад, след като той заявява, че не може да произнесе името му – ход, който по-късно Сармад определи като „расистки“. Сармад се сблъсква с отпор от страна на общността на коментаторите на YouTube и други потребители на Clubhouse, които са присъствали на разговора и които възразяват срещу твърденията на Сармад, твърдейки, че MrBeast го е отстранил заедно с други, за да направи място на жените на сцената, за да бъде по-приобщаващ.

### Обвинения в хомофобия
През октомври 2018 г. Тейлър Лоренц в статия в The Atlantic съобщава за историята на Доналдсън, в която е използвал хомофобски обиди. Лоренц отбеляза, че Доналдсън, когато е бил още тийнейджър, в Twitter е имал навика да нарича хората „педерасти“ и редовно е третирал хомосексуалността като поанта във вицовете, а „гей“ – като обида. В интервю по повод на спора се съобщава, че той е казал: „Не обиждам никого“. Използването на обиди от Доналдсън, защитата му, че това не е обидно, и справянето му със спора са критикувани в статии в ЛГБТ-ориентирани списания като Queerty и Gay Star News. През 2021 г. говорител на Доналдсън заявява по повод обидите, че той е „израснал този период и вече не говори така“. През април 2022 г. Доналдсън отново коментира хомофобските обиди, като се разкайва за употребата на такъв език, и се защитава с това, че е израснал в американския библейски пояс, където „антигейската реторика“ е считана за „нормална“.

## Награди и номинации
| Година | Церемония                    | Категория                                             | Резултат  | Изт.          |
| ------ | ---------------------------- | ----------------------------------------------------- | --------- | ------------- |
| 2019   | 9-ти Streamy Awards          | Breakout Creator                                      | Спечелен  | [ 88 ]        |
| 2019   | 9-ти Streamy Awards          | Ансамбъл актьорки състав                              | Номиниран | [ 88 ]        |
| 2019   | 9-ти Streamy Awards          | Създател на годината                                  | Номиниран | [ 88 ]        |
| 2020   | 12-ти годишни награди Shorty | YouTuber на годината                                  | Спечелен  |               |
| 2020   | 10-ти Streamy Awards         | Създател на годината                                  | Спечелен  | [ 89 ] [ 90 ] |
| 2020   | 10-ти Streamy Awards         | Live Special                                          | Спечелен  | [ 89 ] [ 90 ] |
| 2020   | 10-ти Streamy Awards         | Социално благо: Създател                              | Спечелен  | [ 89 ] [ 90 ] |
| 2020   | 10-ти Streamy Awards         | Социално благо: организация с нестопанска цел или НПО | Спечелен  | [ 89 ] [ 90 ] |
| 2021   | 2021 Kids' Choice Awards     | Любима мъжка светска звезда                           | Номиниран | [ 91 ]        |
| 2021   | 11-ти Streamy Awards         | Създател на годината                                  | Спечелен  |               |
| 2022   | 2022 Kids' Choice Awards     | Любим мъжки творец                                    | Спечелен  |               |